# Frank Bolling
Frank Elmore Bolling (Mobile, Alabama, 16 de noviembre de 1931-Mobile, Alabama, 11 de julio de 2020), más conocido como Frank Bolling, fue un jugador profesional estadounidense de béisbol que se desempeñó en la posición de segunda base en las Grandes Ligas de Béisbol (MLB). Es poseedor de un Guante de Oro.

## Carrera
Bolling jugó como profesional seis temporadas en Detroit Tigers (1954, 1956-1960), después pasó a Atlanta Braves, donde jugó seis temporadas (1961-1966), y fue el equipo en el que se retiró.

## Premios
Fue galardonado con el Guante de Oro en una oportunidad (1958).